# Rey Caney
Reinaldo Hierrezuelo la O, plus connu sous le nom de Rey Caney, est un guitariste, chanteur et joueur de tres cubain né le 30 décembre 1926 à Santiago de Cuba et mort le 23 février 2016 à La Havane.

## Biographie
Il dirigea pendant plusieurs années le Cuarteto Patria, actuellement dirigé par Eliades Ochoa.
Au milieu des années 1950, il remplace Compay Segundo dans le duo Los Compadres, en compagnie de son frère Lorenzo Hierrezuelo, groupe qui resta actif pendant près de 30 ans.
Il fut également chanteur et musicien dans de nombreuses formations musicales et directeur de la Vieja Trova Santiaguera à son retour dans sa ville natale.
Avec sa sœur Caridad Hierrezuelo, il réalisa d'importants travaux de guaracha.